# Orden de compra
La orden de compra o también llamada "orden de pedido" u "orden de adquisición", es un documento por el cual el vendedor y el consumidor expresan estar de acuerdo sobre el pedido y su precio; sobre todo en los casos en los que el objeto comprado no puede entregarse inmediatamente. Si un bien o un servicio no pueden ser entregados de manera inmediata, el comprador y vendedor pueden reflejar por escrito los términos de la operación y su precio mediante una orden de pedido.
Desde el momento en que se firma este documento mercantil, se considera que la venta existe. La orden de pedido sólo es obligatoria cuando se hace un pago en cuenta. En consecuencia, dicho documento no debe ser confundido con una cotización de precios, donde en ese caso, solo es requerida información sobre valores de un producto o servicio, sin la obligación de tener que adquirirlo.
Además de establecer un acuerdo entre comprador y vendedor sobre los términos de la operación, la orden de compra ofrece una seguridad jurídica para ambas partes, protegiendo en casos de incumplimiento como la falta de pago o la no entrega de los bienes acordados. También optimiza la gestión empresarial al facilitar un control más ágil del inventario y las finanzas. En particular, las órdenes de compra electrónicas mejoran la eficiencia del proceso, permitiendo a los compradores verificar el stock y tiempos de entrega en línea. 

## Composición
Las órdenes de pedidos suelen contener los siguientes datos:
- Identificación del vendedor: nombre o razón social del vendedor, dirección, datos de inscripción en el registro mercantil...
- Fecha y número de la orden.
- Descripción del bien o servicio
- Precio unitario, cantidad, precio total, tipo de IVA aplicable
- Gastos
- Importe entregado y por pagar
- Fecha o plazo de entrega
- Lugar y forma de entrega
- Términos de pago: cómo se realizará el pago (transferencia, cheque, etc.).
- Firma del vendedor y comprador
- Datos de contacto del comprador y del vendedor: dirección, teléfono y correo electrónico.

Se suelen emitir dos ejemplares de la orden de pedido, uno para el comprador y otro para el vendedor. El documento original es para el vendedor e implica que debe preparar el pedido, mientras que el duplicado es para el comprador como constancia de los bienes o servicios solicitados.
Esto mejora la claridad sobre los términos de pago y entrega, además de asegurar una buena comunicación entre ambas partes.

## Formas de emisión
- Original: para el vendedor
- Duplicado: para el comprador

## Importancia
- Al comprador le sirve como constancia de las mercaderías que solicitó, pero casi no se utiliza de esa forma. Es más utilizado para saber el tipo de gasto y cuanto gastó
- Al vendedor le sirve para dar curso a la facturación en caso de que sea aceptado el pedido